# Reigen (Drama)
Reigen ist das seit mehreren Jahrzehnten erfolgreichste Bühnenstück von Arthur Schnitzler. Zu Lebzeiten auf Wunsch des Autors weitgehend unaufgeführt, schildert es in zehn Dialogen, wie jeweils ein Mann und eine Frau sich vor und nach dem Geschlechtsverkehr miteinander unterhalten.
Schnitzler schrieb die erste Fassung zwischen 23. November 1896 und 24. Februar 1897. Zuerst veröffentlichte er den Text als Privatdruck, den er an Freunde verschenkte. 1903 wurde es im Wiener Verlag von Fritz Freund veröffentlicht und zu einem Bestseller.
Die Uraufführung fand am 13. Oktober 1912 in Budapest statt, jedoch ohne Beteiligung des Verfassers. Die erste vollständige Aufführung mit Zustimmung des Autors erfolgte am 23. Dezember 1920 am Kleinen Schauspielhaus in Berlin und war einer der größten Theaterskandale des 20. Jahrhunderts. Auch in Wien  kam es wenige Monate später zum Skandal. In Berlin kam es zum so genannten „Reigen-Prozess“, nach dem Schnitzler ein Aufführungsverbot für das Stück verhängte, das bis zum 1. Januar 1982 in Kraft war, jedoch durch verschiedene urheberrechtliche Umstände, Filme und eine Schallplattenaufnahme umgangen wurde.
Das Stück schildert in zehn erotischen Dialogen die „unerbittliche Mechanik des Beischlafs“ (der im Stück selbst nicht gezeigt wird) und sein Umfeld von Macht, Verführung, Sehnsucht, Enttäuschung und das Verlangen nach Liebe. Es zeichnet ein Bild der Moral in der Gesellschaft des Fin de Siècle und durchwandert dabei in einem Reigen alle sozialen Schichten vom Proletariat bis zur Aristokratie.

## Inhalt
Zehn Personen begegnen einander in Paaren, sie führen zehn Dialoge und jedes Mal findet das Paar dabei zu sexueller Vereinigung. Als Strukturprinzip verwendet Schnitzler die Tanzform des Reigens, indem eine Figur immer die Hand einer neuen Figur für die nächste Szene reicht. Schnitzler beschreibt aber nur die Situationen vor und nach dem Koitus, der Geschlechtsverkehr selbst wird nicht gezeigt, er ist im Text mit Gedankenstrichen nur angedeutet. Nach jeder Szene wird ein Partner ausgetauscht und dabei die gesellschaftliche Leiter erstiegen, von Dirne, Soldat und Stubenmädchen über junger Herr, Ehefrau, Ehemann und süßes Mädel bis zum Dichter, der Schauspielerin und dem Grafen, der am Schluss wieder mit der Dirne zusammentrifft und so den „Reigen“ schließt.

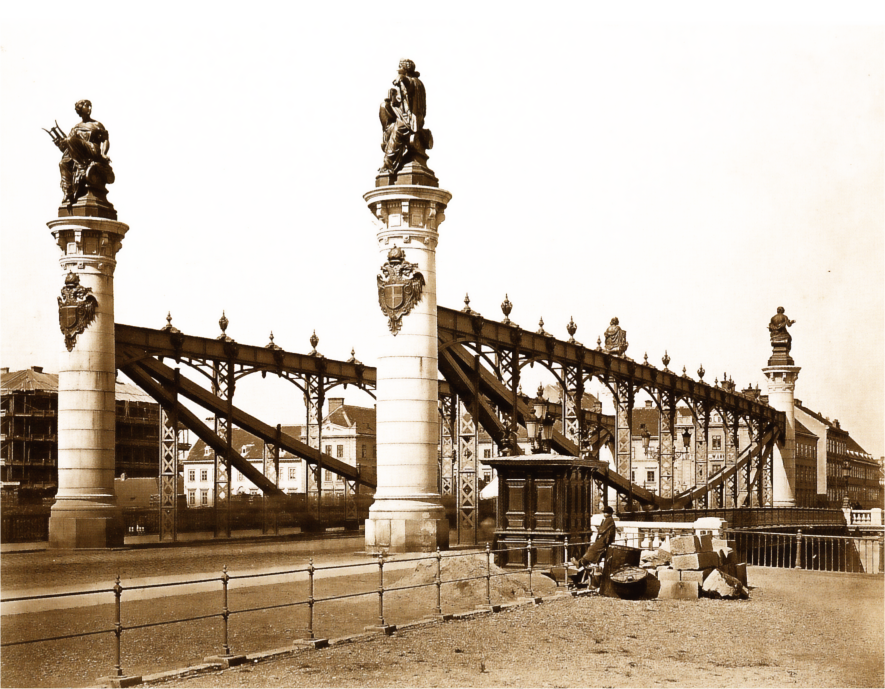
Die Augartenbrücke (um 1870), Schauplatz der 1. Szene zwischen Dirne und Soldat

### Die Dirne und der Soldat
Spät abends. An der Augartenbrücke.
Die Dirne spricht auf der Straße einen Soldaten an, der sich auf dem Heimweg in die Kaserne befindet. Weil es ihm bis zu ihrer Unterkunft zu weit ist und er auch keine Zeit mehr bis zum Zapfenstreich hat, überredet sie ihn, bei ihr zu bleiben, und lockt ihn mit den Worten „Geh, bleib jetzt bei mir. Wer weiß, ob wir morgen noch ’s Leben haben“ zum Geschlechtsverkehr. Aus Angst, von der Polizei entdeckt zu werden, steigen die beiden zum Flussufer hinunter. – Nach dem Koitus hat es der Soldat eilig, von der Dirne weg und in die Kaserne zu kommen. Nachdem sie sich ihm schon zuvor umsonst angeboten hat, da sie Geld „nur von Zivilisten“ verlangt, verweigert der Soldat der Dirne zuletzt sogar noch das wenige Geld, das sie für den Hausmeister braucht. Über ihren Namen Leocadia spottend macht er sich davon, die Dirne flucht ihm und seiner Brutalität hinterher.

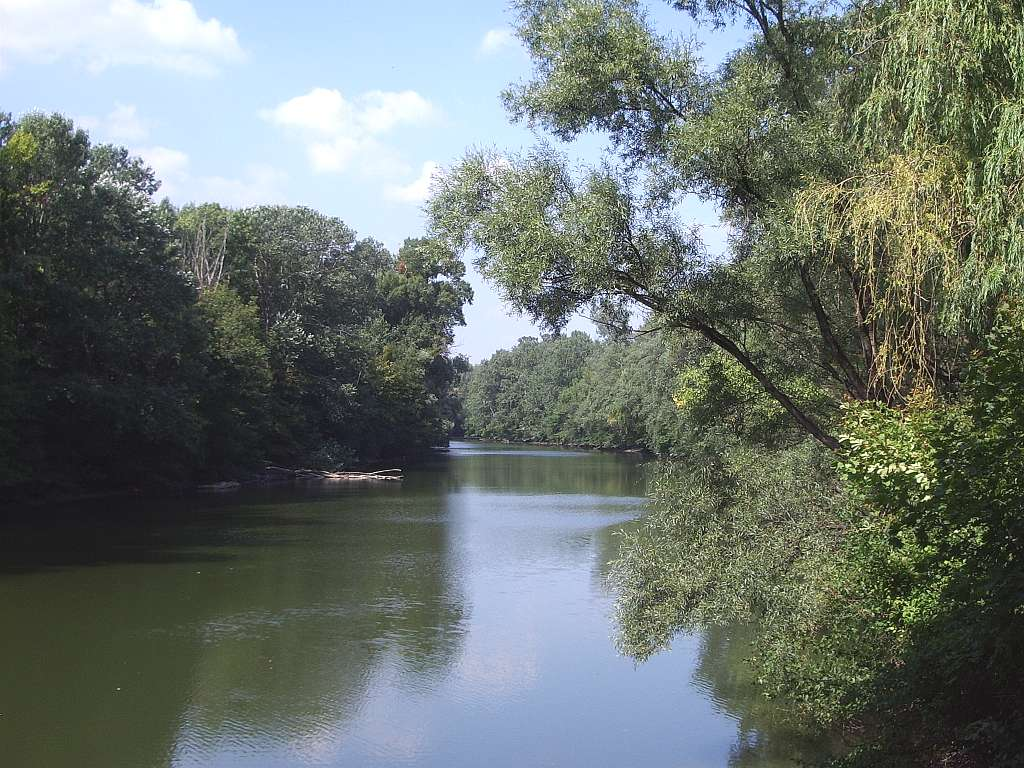
Die Praterauen, Schauplatz der 2. Szene

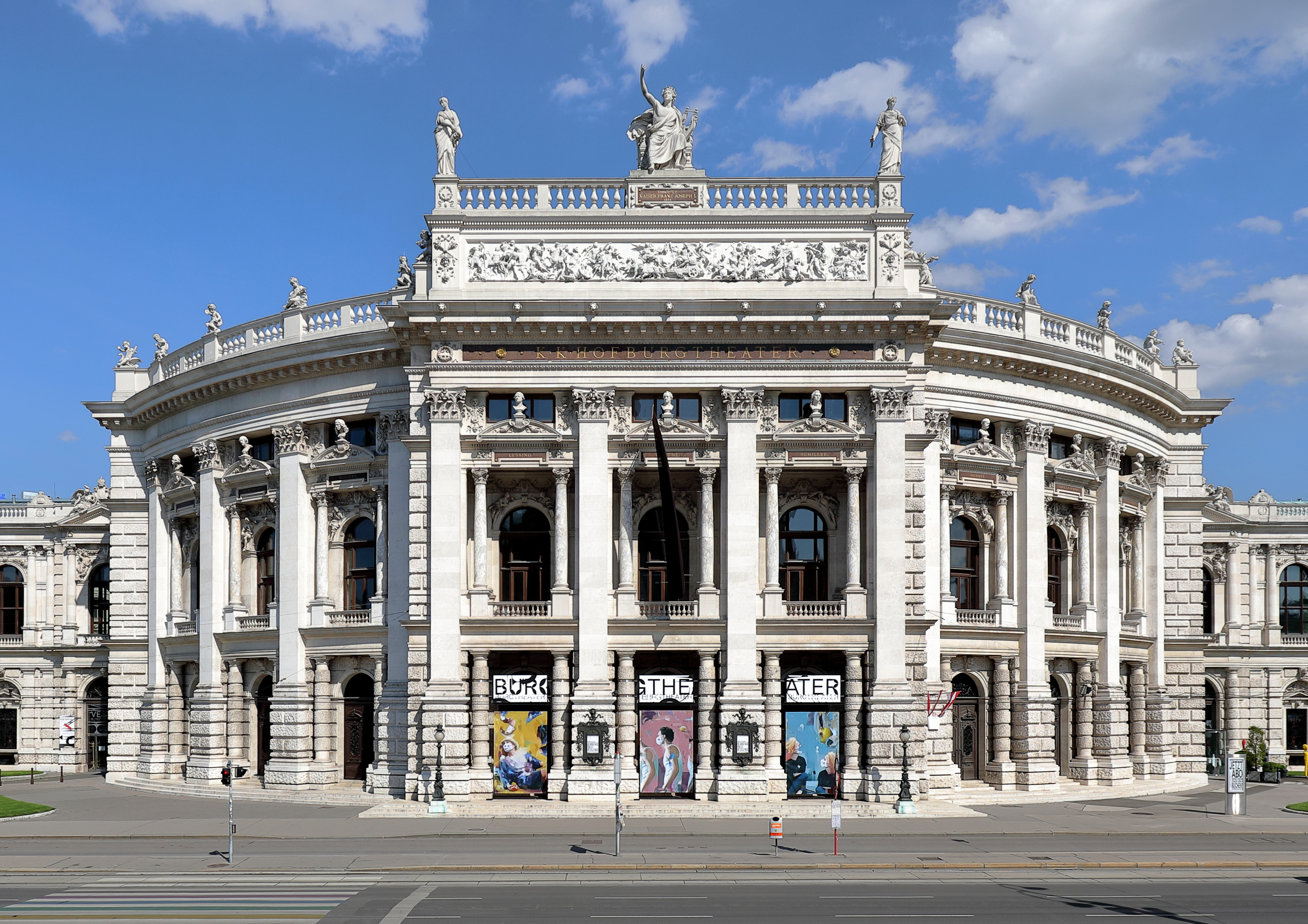
Wiener Burgtheater, Wirkungsbereich des Dichters und der Schauspielerin, von dem in den Szenen 7, 8 und 9 die Rede ist.

### Der Soldat und das Stubenmädchen
Prater. Sonntag Abend. Ein Weg, der vom Wurstelprater aus in die dunkeln Alleen führt. Hier hört man noch die wirre Musik aus dem Wurstelprater, auch die Klänge vom Fünfkreuzertanz, eine ordinäre Polka, von Bläsern gespielt.
Der Soldat und das Stubenmädchen, das Ausgang hat, spazieren spätabends von einem Tanzetablissement im beliebten Wiener Vergnügungspark Prater in die nahe gelegenen Auen. Um sie herum lagern bereits andere Liebespaare im Gras, das Mädchen bekommt Angst und will zurück. Der Soldat bietet ihr das Du-Wort an, macht keine langen Umschweife und verführt sie. – Während der Liebesumarmung klagt das Stubenmädchen „Ich kann dein G’sicht gar nicht sehn“, der Soldat erwidert lakonisch: „A was – G’sicht!“ und fällt ein weiteres Mal über sie her. – Nach dem Koitus ist der Soldat ernüchtert, er möchte gleich zurück ins Tanzlokal, um den Abend mit Freunden fortzusetzen und um neue Eroberungen zu machen, er muss erst um Mitternacht in der Kaserne sein, das Stubenmädchen aber muss bereits nach Hause. Widerwillig bietet er ihr seine Begleitung an, wenn sie auf ihn warten möchte, und lädt sie auf ein Glas Bier ein. Dann tanzt er schon mit der Nächsten.

### Das Stubenmädchen und der junge Herr
Heißer Sommernachmittag. – Die Eltern sind schon auf dem Lande. – Die Köchin hat Ausgang. – Das Stubenmädchen schreibt in der Küche einen Brief an den Soldaten, der ihr Geliebter ist. Es klingelt aus dem Zimmer des jungen Herrn. Sie steht auf und geht ins Zimmer des jungen Herrn. Der junge Herr liegt auf dem Diwan, raucht und liest einen französischen Roman.
Alfred, Sohn aus gutem Hause, ist Samstag Nachmittag allein zu Haus, die Eltern sind aufs Land gefahren, nur das Stubenmädchen Marie ist da. Sie sitzt in der Küche und schreibt einen Liebesbrief an den Soldaten. Die Atmosphäre ist heiß und schwül, es liegt etwas in der Luft. Immer wieder lockt der junge Mann Marie mit vorgetäuschten Wünschen aus der Küche zu sich ins Zimmer. Zuletzt gesteht er ihr kühn, dass er sie heimlich beim Entkleiden beobachtet hat, und beginnt sie auszuziehen. Sie wehrt sich pro forma: „O Gott, aber das hab’ ich gar nicht gewußt, daß der Herr Alfred so schlimm sein kann“, gibt aber nach und Alfred fällt über sie her. – Es läutet an der Tür. Dies ist dem jungen Herrn eine willkommene Ausrede, Marie nachschauen zu schicken, ob wohl schon länger geläutet wurde, obwohl sie beteuert, sie habe während des Verkehrs „alleweil aufgepaßt“. Als sie zurückkommt, geht der junge Herr auf Distanz und flieht vor ihren Zärtlichkeiten ins Kaffeehaus. Das Stubenmädchen stiehlt von seinem Schreibtisch eine Zigarre für ihren Geliebten, den Soldaten.

### Der junge Herr und die junge Frau
Abend. – Ein mit banaler Eleganz möblierter Salon in einem Hause der Schwindgasse. Der junge Herr ist eben eingetreten, zündet, während er noch den Hut auf dem Kopf und den Überzieher anhat, die Kerzen an. Dann öffnet er die Tür zum Nebenzimmer und wirft einen Blick hinein. Von den Kerzen des Salons geht der Lichtschein über das Parkett bis zu einem Himmelbett. (…) Es klingelt. Der junge Herr fährt leicht zusammen. Dann setzt er sich auf den Fauteuil und erhebt sich erst, als die Tür geöffnet wird und die junge Frau eintritt.
Alfred, der junge Herr, hat ein Rendezvous mit Emma, einer verheirateten Frau. Er trifft alle erdenklichen Vorbereitungen, bis sie endlich erscheint. Sie ist verschleiert und dennoch sehr nervös, gesehen und bei ihrem Ehebruch entdeckt zu werden, und schwört, nur kurz zu bleiben. Die beiden hatten schon zuvor im Freien ein Rendezvous, doch diesmal wird es mit Hilfe der Schwester, die als Alibi dient, ernst. Alfred umschwärmt sie mit Liebesschwüren und trägt zuletzt seine Angebetete ins Schlafzimmer. – Die Absicht misslingt, Alfred ist zu nervös, es kommt nicht zum Verkehr. Der junge Herr versucht, sein Versagen wortreich mit einem Zitat aus einem Roman von Stendhal zu entschuldigen, in dem eine Gesellschaft von Kavallerieoffizieren ihre Liebesabenteuer erzählt. „Und jeder berichtet, daß ihm bei der Frau, die er am meisten, weißt du, am leidenschaftlichsten geliebt hat… daß ihn die, daß er die – also kurz und gut, daß es jedem bei dieser Frau so gegangen ist wie jetzt mir.“ Emma heuchelt Verständnis für die missliche Lage, ironisiert aber die Tatsache mit dem Trost, dass sie von nun an nichts als „gute Kameraden“ seien. Als Emma Alfred oral stimuliert, kehrt aber seine Manneskraft zurück. – Beide sind stolz und erfüllt und verabreden sich für den nächsten Tag bei einem Gesellschaftsball zum Tanz und am Tag danach wieder in der Wohnung.

### Die junge Frau und der Gatte
Ein behagliches Schlafgemach. Es ist halb elf Uhr nachts. Die Frau liegt zu Bette und liest. Der Gatte tritt eben, im Schlafrock, ins Zimmer.
Am selben Tag abends (dies geht aus dem Text nicht hervor, kann aber angenommen werden) trifft die junge Frau im Ehebett auf ihren Ehemann, der ihr nach einem arbeitsreichen Tag von den Schwierigkeiten des Liebeslebens vor der Ehe vorschwadroniert: „Ihr hört ja viel und wißt zu viel und lest ja wohl eigentlich auch zu viel, aber einen rechten Begriff von dem, was wir Männer in der Tat erleben, habt ihr ja doch nicht. Uns wird das, was man so gemeinhin die Liebe nennt, recht gründlich widerwärtig gemacht.“ Scheinheilig bedauert er das Schicksal des „süßen Mädels“, das sich unverheiratet der Liebe hingibt: „Ihr, die ihr junge Mädchen aus guter Familie wart, die ruhig unter Obhut euerer Eltern auf den Ehrenmann warten konntet, der euch zur Ehe begehrt; – ihr kennt ja das Elend nicht, das die meisten von diesen armen Geschöpfen der Sünde in die Arme treibt. […] Ich mein’ ja auch nicht nur das materielle Elend. Aber es gibt auch – ich möchte sagen – ein sittliches Elend, eine mangelhafte Auffassung für das, was erlaubt, und insbesondere für das, was edel ist.“ Er lässt sich über die Unmoral von Ehebrecherinnen aus, vor deren Umgang er warnt. Emma versucht diese Frauen vorsichtig zu verteidigen, indem sie ihnen „Vergnügen“ beim Betrug unterstellt. Der Ehemann ist empört und bezeichnet deren Lust nur als „oberflächlichen Rausch“. Dann, im Bewusstsein seiner moralischen Hoheit, liebt er seine Frau. – Nach dem Verkehr kehrt in der Ehefrau die Erinnerung an die Flitterwochen in Venedig zurück. Vorsichtig deutet sie an, dass sie die Leidenschaft ihres Mannes öfter genießen möchte. Dieser blockt ab und wendet sich zum Schlafen.

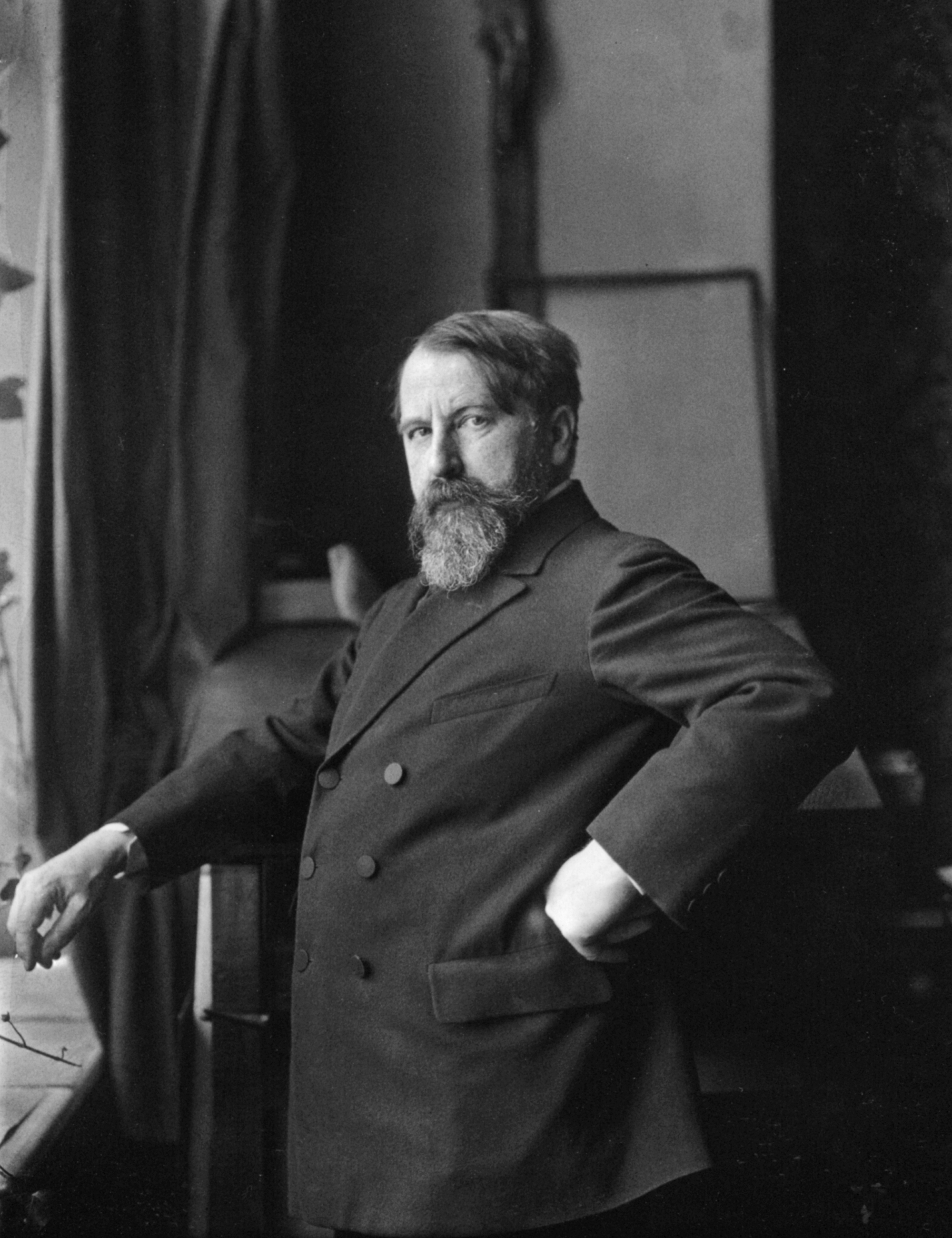
Arthur Schnitzler, Autor des Reigen, der sich in der Figur des Dichters selbst porträtiert hat (Fotografie von Ferdinand Schmutzer, ca. 1912)

### Der Gatte und das süße Mädel
Ein Cabinet particulier im Riedhof. Behagliche, mäßige Eleganz. Der Gasofen brennt. Auf dem Tisch sind die Reste einer Mahlzeit zu sehen, Obersschaumbaisers, Obst, Käse. In den Weingläsern ein ungarischer weißer Wein. Der Gatte raucht eine Havannazigarre, er lehnt in der Ecke des Diwans. Das süße Mädel sitzt neben ihm auf dem Sessel und löffelt aus einem Baiser den Obersschaum heraus, den sie mit Behagen schlürft.
Der Ehemann hat ein „süßes Wiener Mädel“ auf der Straße angesprochen und überredet, mit ihm ins Extrazimmer eines Gasthauses zu gehen, wo er ihr ein Abendessen bezahlt. Sie genießt den ungewohnten Luxus. Beide belügen einander, er über seinen Wohnort und seine Ehe, sie über ihre Unschuld. Der Gatte berauscht sich an der Jugend der 19-Jährigen, der Wein muss als Entschuldigung herhalten, er verführt sie. Während das Mädchen noch selig träumt, macht sich der Ehemann plötzlich Selbstvorwürfe über die unvorsichtige Begegnung, er verdächtigt sie sogar der Prostitution. Der Ehemann dringt in sie und möchte mehr über ihre Vergangenheit erfahren, täuscht aber vor, dass er auswärts wohnt, um sich nicht zu verpflichten. Das süße Mädel beklagt den Wandel in seinem Benehmen: „Willst mich wirklich schon z’haus schicken? – Geh, du bist aber wie ausgewechselt. Was hab’ ich dir denn getan?“ Der Ehemann wirft ihr sogar vor, ihn zur Untreue verführt zu haben, und als sie leichtfertig über den Ehebruch spricht: „Ah was, deine Frau macht’s sicher nicht anders als du“, empört er sich und resümiert: „Ihr seid wirklich sonderbare Geschöpfe, ihr… Weiber.“ Er plant eine dauerhafte Liaison mit ihr, ermahnt das Mädchen aber zu einem moralischen Lebenswandel, den er zur Bedingung macht.

### Das süße Mädel und der Dichter
Ein kleines Zimmer, mit behaglichem Geschmack eingerichtet. Vorhänge, welche das Zimmer halbdunkel machen. Rote Stores. Großer Schreibtisch, auf dem Papiere und Bücher herumliegen. Ein Pianino an der Wand. Sie kommen eben zusammen herein. Der Dichter schließt zu.
Der erfolgreiche Dichter hat das süße Mädel nach einem Spaziergang mit zu sich nach Hause genommen. Die geistigen Welten der beiden sind grundverschieden, seine ist die der Poesie, ihre der profane Alltag. Er genießt ihre Einfachheit, die er zärtlich Dummheit nennt. Inspiriert von ihrer Gegenwart beginnt er zu dichten, im Halbdunkel der Dämmerung glaubt er plötzlich vergessen zu haben, wie sie aussieht: „Es ist seltsam, ich kann mich nicht mehr erinnern, wie du aussiehst. Wenn ich mich auch nicht mehr an den Klang deiner Stimme erinnern könnte… was wärst du da eigentlich? – Nah und fern zugleich…“ Das süße Mädel erzählt über sich, verwendet aber dieselben Geschichten und Ausreden, die sie zuvor beim Ehemann gebraucht hat. Nachdem er Klavier für sie gespielt hat, träumt sich der Dichter mit ihr in ein „indisches Schloss“ und verführt sie. – Im Überschwang sexueller Seligkeit nach dem Koitus verrät der Dichter seiner Geliebten seinen Namen: Biebitz. Sie kennt den Namen aber nicht und er philosophiert über den Ruhm, der ihm sonst immer die Frauen zuführt. Er macht Licht und betrachtet die Nacktheit des Mädchens, das sich schämt: „Du bist schön, du bist die Schönheit, du bist vielleicht sogar die Natur, du bist die heilige Einfalt.“ Ein erneutes Treffen am nächsten Tag lehnt sie mit der Ausrede familiärer Verpflichtungen ab. Der Dichter lädt sie aber zum Besuch eines seiner Stücke ins Burgtheater ein, um dadurch alles über sie zu erfahren: „Völlig werd’ ich dich erst kennen, wenn ich weiß, was du bei diesem Stück empfunden hast.“

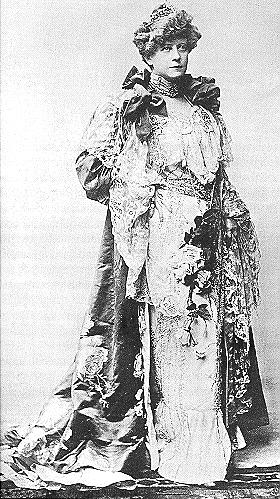
Adele Sandrock, Schnitzlers Geliebte und das Vorbild für Die Schauspielerin (als Marguerite Gautier in Die Kameliendame, 1898)

### Der Dichter und die Schauspielerin
Ein Zimmer in einem Gasthof auf dem Land. Es ist ein Frühlingsabend, über den Wiesen und Hügeln liegt der Mond, die Fenster stehen offen. Große Stille. Der Dichter und die Schauspielerin treten ein; wie sie hereintreten, verlöscht das Licht, das der Dichter in der Hand hält.
Der Dichter und die Schauspielerin haben fürs Wochenende ein Zimmer in einem Landgasthof gemietet, um die lange überfällige Affäre zu beginnen. Die erfolgreiche Diva ist voller Allüren und Launen, sie quält den Dichter, in dessen Stücken sie spielt, mit dem Wechsel von Nähe und Distanz und lässt ihn sowohl Zurückweisung als auch süße Verheißung spüren. Der Dichter schwärmt für sie: „Du ahnst ja gar nicht, was du für mich bedeutest… Du bist eine Welt für sich… Du bist das Göttliche, du bist das Genie… Du bist… Du bist eigentlich die heilige Einfalt.“ Sie benutzt das Zimmer als Privatbühne und nimmt keusche religiöse Posen ein, neckt den Dichter mit albernen Kosenamen, schürt seine Eifersucht und schickt ihn sogar aus dem Zimmer, um sich ungestört entkleiden zu können. Nach Ausreizung aller Raffinessen lässt sie ihn schließlich zu sich. – Nach dem Resümee „Das ist doch schöner, als in blödsinnigen Stücken spielen“ setzt die Schauspielerin auch nach dem Koitus ihre Sticheleien und erniedrigenden Kosenamen fort, im Gegenzug verletzt der Dichter ihre Eitelkeit, indem er ihr eröffnet, dass er ihre Vorstellung am Vortag nicht besucht hat. In pathetischen Worten gesteht die Schauspielerin dem Dichter ihre Liebe: „Was weißt du von meiner Liebe zu dir. Dich läßt das ja alles kalt. Und ich bin schon nächtelang im Fieber gelegen. Vierzig Grad!“

### Die Schauspielerin und der Graf
Das Schlafzimmer der Schauspielerin. Sehr üppig eingerichtet. Es ist zwölf Uhr mittags, die Rouleaux sind noch heruntergelassen, auf dem Nachtkästchen brennt eine Kerze, die Schauspielerin liegt noch in ihrem Himmelbett. Auf der Decke liegen zahlreiche Zeitungen. Der Graf tritt ein in der Uniform eines Dragonerrittmeisters.
Die Schauspielerin liegt im Bett, sie ist „unpässlich“, hat also ihre Tage. Der Graf macht ihr seine Aufwartung, um ihr zur Vorstellung vom Vortag zu gratulieren, die ein Triumph war, doch nur die Blumen des Grafen hat sie mit nach Hause genommen. Die Schauspielerin lebt in großen Gesten, sie küsst dem Grafen die Hand und nennt ihn „jugendlicher Greis“, er bekennt sich als unwissend in der Theaterwelt, gesteht aber eine Affäre mit einem Ballettmädchen. In ihrer Misanthropie, die bei der Schauspielerin dramatische Pose und beim Grafen philosophische Attitüde ist, finden die beiden zu einer Seelenverwandtschaft. Der Graf philosophiert über den Genuss in der Liebe: „Sobald man sich nicht dem Moment hingibt, also an später denkt oder an früher… na, ist es doch gleich aus. Später… ist traurig… früher ist ungewiß… mit einem Wort… man wird nur konfus.“ und möchte die Seele mit einbeziehen: „Ich halte das für eine falsche Ansicht, dass man das voneinander trennen kann.“ Er bittet um ein Treffen nach der abendlichen Theatervorstellung, die Schauspielerin jedoch verführt ihn auf der Stelle. – Der Graf, um Haltung bemüht, verweigert zunächst ein erneutes Treffen nach dem Theater und möchte erst am übernächsten Tag wiederkommen, er wird aber von der Schauspielerin zum Rendezvous gezwungen. Sie argwöhnt körperliche Erschöpfung bei ihm, er aber möchte seelischen Abstand, worauf sie in männlich-chauvinistischer Manier erwidert: „Was geht mich deine Seele an? – Laß mich mit deiner Philosophie in Frieden. Wenn ich das haben will, lese ich Bücher.“ Sie beordert ihn nach dem Theater in ihre Wohnung zu neuerlichem Beischlaf.

### Der Graf und die Dirne
Morgen, gegen sechs Uhr. Ein ärmliches Zimmer, einfenstrig, die gelblichschmutzigen Rouletten sind herunter gelassen. Verschlissene grünliche Vorhänge. Eine Kommode, auf der ein paar Photographien stehen und ein auffallend geschmackloser, billiger Damenhut liegt. Hinter dem Spiegel billige japanische Fächer. Auf dem Tisch, der mit einem rötlichen Schutztuch überzogen ist, steht eine Petroleumlampe, die schwach brenzlich brennt, papierener, gelber Lampenschirm, daneben ein Krug, in dem ein Rest von Bier ist, und ein halb geleertes Glas. Auf dem Boden neben dem Bett liegen unordentlich Frauenkleider, als wenn sie eben rasch abgeworfen worden wären. Im Bett liegt schlafend die Dirne, sie atmet ruhig. – Auf dem Diwan, völlig angekleidet, liegt der Graf, im Drapp-Überzieher, der Hut liegt zu Häupten des Diwans auf dem Boden.
Die Szene beginnt mit einem Monolog im Stil von Schnitzlers inneren Monologen in seinen Erzählungen (etwa in Lieutenant Gustl). Der Graf erwacht frühmorgens im Zimmer der Dirne und versucht, sich an die vergangene, durchzechte Nacht zu erinnern. Er nimmt an, dass er mit dem Mädchen nicht geschlafen hat, betrachtet sie und vergleicht ihren seligen Schlaf mit „dessen Bruder“, dem Tod. Als Leocadia, die Dirne, erwacht, erfährt er, dass sie zwanzig ist, in die Innenstadt zu ziehen beabsichtigt und seit einem Jahr bei ihrem Geschäft ist. Sie zerstört aber seine romantische Illusion, dass nichts zwischen ihnen vorgefallen sei, was er in seiner Dekadenz sehr bedauert: „Es wär’ doch schön gewesen, wenn ich sie nur auf die Augen geküßt hätt’. Das wäre beinahe ein Abenteuer gewesen… Es war mir halt nicht bestimmt.“ Dies ist die einzige Szene, in der das Paar nicht miteinander schläft und in der es daher keine zweite Hälfte gibt. Als der Graf geht, beginnt die Putzfrau draußen gerade ihr Tagewerk, der Graf wünscht ihr gedankenlos eine gute Nacht. Sie wünscht ihm „Guten Morgen“.

## Entstehung

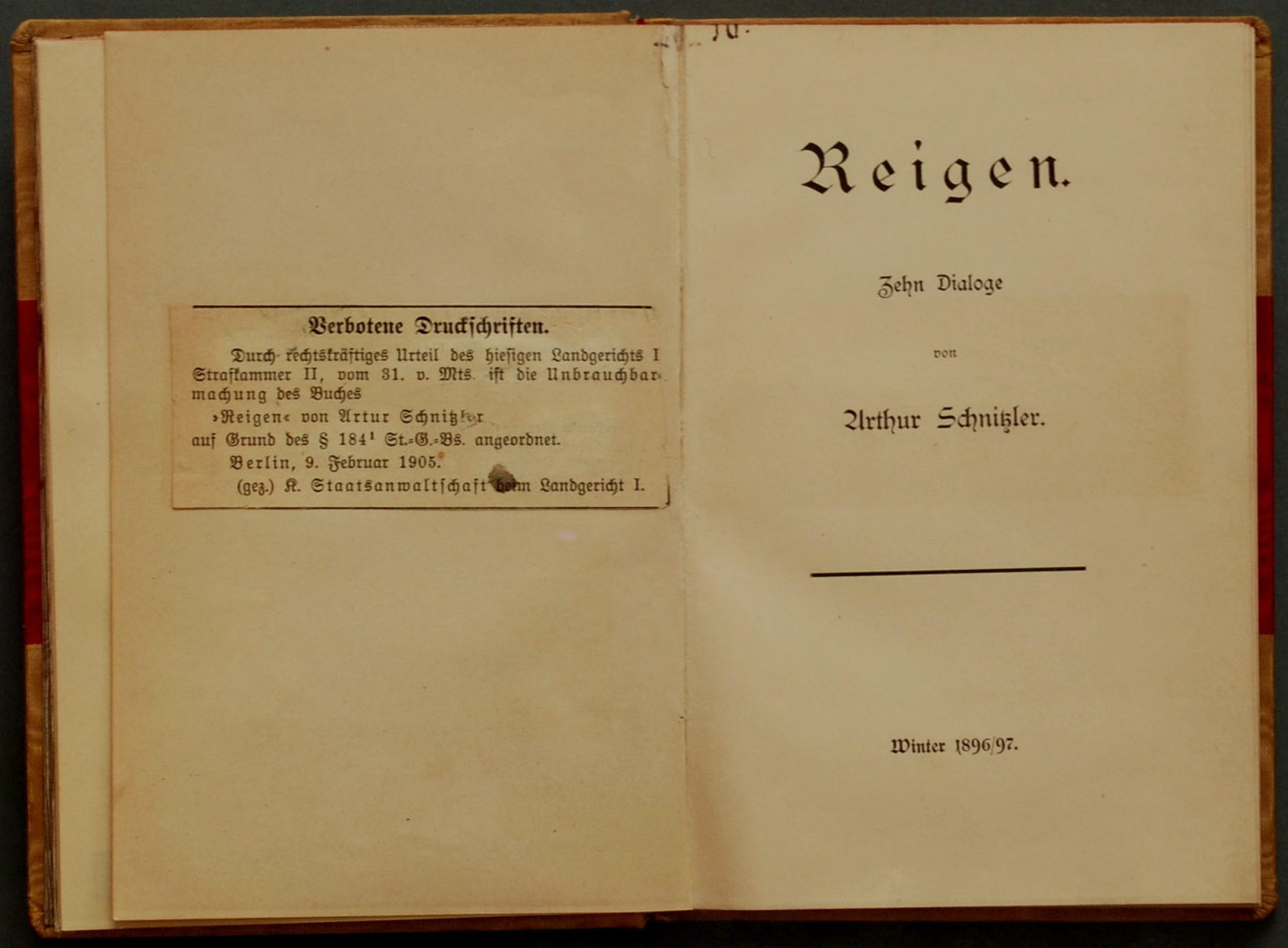
Reigen. Privatdruck (1900) in 200 Exemplaren für Schnitzlers Freunde

Schnitzlers Plan zum Reigen datiert vom 23. November 1896 (Tagebuchaufzeichnungen). Im Januar 1897 schrieb er, er möchte unter freiem Himmel „eine gesunde und freche Komödie“ schreiben. Der ursprüngliche Titel lautete Liebesreigen, der jedoch von Alfred Kerr Schnitzler zur Änderung empfohlen wurde. Schnitzler notierte dazu: „Geschrieben hab ich den ganzen Winter über nichts als eine Szenenreihe, die vollkommen undruckbar ist, literarisch auch nicht viel heißt, aber nach ein paar hundert Jahren ausgegraben, einen Teil unserer Kultur eigentümlich beleuchten würde.“ (an Olga Waissnix, 26. Februar 1897). Die Niederschrift der zehn Szenen wurde ein Jahr später, am 24. November 1897 abgeschlossen.

### Manuskript
In den Aufbewahrungsorten von Schnitzlers Nachlass, der Cambridge University Library und dem Deutschen Literaturarchiv Marbach sind keine Entwürfe und Vorstudien zum Stück überliefert. Die Bodmer-Stiftung in Genf besitzt somit die einzigen bekannten Original-Manuskriptseiten. Diese wurden von Gabriella Rovagnati 2004 erstmals als „Urfassung“ herausgegeben und erschienen 2004 als Abschrift mit 26 Faksimileblättern im S. Fischer Verlag. Die Reaktionen in der Presse waren über den Fund euphorisch, darunter Hans-Albrecht Koch in der FAZ, die Süddeutsche Zeitung und die Neue Zürcher Zeitung. Kritik äußerte Peter Michael Braunwarth, der der Herausgeberin ausschließlich anhand der veröffentlichten Faksimileseiten gravierende Lesefehler nachwies, darunter „konsterniert“ an Stelle von „begeistert“ oder „spaziert“ statt „strawanzt“, auch Figuren wurden erfunden, statt „Aerzte“ hat Rovagnati „Doctor Angler“ gelesen. 2019 erschien eine historisch-kritische Ausgabe des Manuskripts.

### Privatdruck
1900 ließ Schnitzler auf eigene Kosten als Privatdruck 200 Exemplare für Freunde drucken. Er war sich der Skandalträchtigkeit seines Stückes von Anfang an bewusst, wie aus der Vorbemerkung hervorgeht:

„Ein Erscheinen der nachfolgenden Scenen ist vorläufig ausgeschlossen. Ich habe sie nun als Manuscript in Druck gegeben; denn ich glaube, ihr Wert liegt anderswo als darin, daß ihr Inhalt den geltenden Begriffen nach die Veröffentlichung zu verbieten scheint. Da jedoch Dummheit und böser Wille immer in der Nähe sind, füge ich den ausdrücklichen Wunsch bei, daß meine Freunde, denen ich dieses Manuscript gelegentlich übergeben werde, es durchaus in diesem Sinne behandeln und als ein bescheidenes, ihnen persönlich zugedachtes Geschenk des Verfassers aufnehmen mögen.“

Folgende Empfänger des Privatdrucks lassen sich belegen: Hermann Bahr, Paul Block (Nr. 198),  Ludwig Fulda, Paul Goldmann, Hans Hiller, Felix Markbreiter, Wilhelm Neumann (Nr. 113), Hans Schließmann, Heinrich Stümcke, Leo Van-Jung (Nr. 57), Emil Weber, Charles Weinberger (Nr. 61) und Joseph Victor Widmann. Im Theatermuseum (Wien) wird ein Exemplar ohne Widmung aufbewahrt.

### Erstausgabe
Erst 1903 erschien die erste öffentliche Auflage im Wiener Verlag (mit Buchschmuck von Berthold Löffler), da Schnitzlers Stamm-Verleger S. Fischer aus juristischen Gründen das Werk nicht in Deutschland veröffentlichen wollte. Das Buch löste eine Woge der Empörung aus und wurde „Schweinerei“ und „der bekannte foetor judaicus (Judengestank)“ genannt.
Am 16. März 1904 wurde das Buch auf Antrag der Berliner Staatsanwaltschaft in Deutschland und danach auch in Polen verboten. Trotz Kritik und Zensur fand das Buch jedoch Verbreitung, es verkaufte sich 40.000-mal und wurde „ein bekanntes unbekanntes Buch“. Gleich nach dem Erscheinen der Druckversion und besonders nach der Uraufführung in Berlin wurden zahlreiche Parodien des Reigen geschrieben. 1921 kam eine Ausgabe mit Illustrationen von Stefan Eggeler heraus. Der S. Fischer Verlag übernahm das Buch erst 1931, ab seiner 101. Auflage.

## Aufführungsgeschichte
Eine deutschsprachige Teilaufführung der Szenen 4 bis 6 gab es bereits am 25. Juni 1903 im Kaim-Saal in München durch den Akademisch-Dramatischen Verein (der danach durch den bayerischen Kulturminister aufgelöst wurde) und im selben Jahr eine von Schnitzler nicht genehmigte Aufführung im Kabarett Die Elf Scharfrichter in München. Im November 1903 wollte Hermann Bahr eine öffentliche Vorlesung im Wiener Bösendorfersaal veranstalten, diese wurde jedoch von der Polizei verboten. Eine Vorlesung durch Marcell Salzer am 21. November 1903 in Breslau hatte Erfolg und keine negativen Folgen. Die geltenden Bestimmungen der Sittlichkeitszensur im österreichischen Kaiserreich jedoch versperrten dem Werk den Weg auf die Bühne, nachdem Schnitzler bereits mit seiner Novelle Lieutenant Gustl (1900) mit der Zensur in Konflikt gekommen war.
Am 13. Oktober 1912 wurde das Stück in Budapest in ungarischer Sprache uraufgeführt. Auch später fanden Aufführungen in Ländern statt, die nicht an Urheberrechte gebunden waren und so keine Zustimmung des Autors benötigten.
Nach dem Ersten Weltkrieg bat Max Reinhardt Schnitzler 1919 um die Aufführungsrechte: „Ich halte die Aufführung Ihres Werkes künstlerisch nicht nur für opportun, sondern für unbedingt wünschenswert. Dabei ist allerdings Voraussetzung, daß bei den Gefahren, die in der Gegenständlichkeit des Stoffes liegen, das Werk nicht in unkünstlerische und undelikate Hände kommt, die es der Sensationslust eines allzu bereiten Publikums ausliefern könnten.“ (Max Reinhardt an Schnitzler, 14. April 1919) Reinhardt plante die Uraufführung in seiner eigenen Regie am Großen Schauspielhaus in Berlin für 31. Januar 1920. Dafür fertigte er ein Regiebuch an, das überliefert ist und in dem die Seiten 1 bis 48 Anweisungen und Überarbeitungen enthalten. Die restlichen Seiten, von 49 bis 254, enthalten nur mehr wenige Anmerkungen. Eine Edition des Regiebuchs wird am Deutschen Seminar der Universität Freiburg vorbereitet. Der Grund für den Abbruch der Arbeit lag darin, dass Reinhardt seine Direktion an Felix Hollaender, die Rechte an die Direktorin des Kleinen Schauspielhauses, Gertrud Eysoldt, übergab. Auch die Theaterdirektoren Josef Jarno, Emil Geyer und Alfred Bernau hatten sich für die Aufführung des Stückes interessiert.

### Berlin 1920
Die autorisierte Uraufführung fand am 23. Dezember 1920 am Kleinen Schauspielhaus in Berlin (im Gebäude der Akademischen Hochschule für Musik in Berlin-Charlottenburg) unter der Regie von Hubert Reusch statt, mit Else Bäck (Dirne), Fritz Kampers (Soldat), Vera Skidelsky (Stubenmädchen), Curt Goetz (junger Herr), Magda Mohr (junge Frau), Victor Schwanneke (Ehemann), Poldi Müller (süßes Mädel), Karl Ettlinger (Dichter), Blanche Dergan (Schauspielerin), Robert Forster-Larrinaga (Graf). Wenige Stunden vor der Berliner Premiere wurde die Vorstellung vom preußischen Kultusministerium auf Antrag der Hochschule (Direktor: Franz Schreker) verboten und den Direktoren sechs Wochen Haft angedroht. Gertrud Eysoldt trat vor den Vorhang, berichtete dem Publikum über die Sachlage und erklärte mutig, dass die drohende Haftstrafe sie nicht daran hindern könne, für die Freiheit der Kunst einzutreten und dem Vorwurf entgegenzutreten, dass Schnitzler ein „unsittlicher Schriftsteller“ sei. Die Premiere fand regulär statt. Am 3. Januar 1921 hob ein Gericht das Verbot auf, nachdem sich die Richter die Vorstellung selbst angesehen hatten, in ihrem Urteil nannten sie die Aufführung eine „sittliche Tat“.
Bald folgten Aufführungen in anderen Städten wie Hamburg (Kammerspiele unter Erich Ziegel, 31. Dezember 1920), Leipzig (Kleines Theater), Hannover (September 1921), Frankfurt, Königsberg sowie in Paris (Henri Bidon nannte das Stück ein „Meisterwerk“) und Norwegen, meist ohne Probleme. Am Münchner Schauspielhaus (nach einem Vorfall am 5. Februar 1921) wurde die Aufführung wie auch in den USA (1923), in Budapest (1926) und in Teplitz (1928) untersagt.

Vorher (Before and After). Radierung mit Kupferstich von William Hogarth (1736)

Nachher (Before and After). Radierung mit Kupferstich von William Hogarth (1736)

Der Kritiker Alfred Kerr schrieb: „Schnitzler ist mehr launig als faunig. Er gibt mit nachdenklichem Lächeln den irdischen Humor der unterirdischen Welt.“ und stellte in seiner Kritik vom 24. Dezember 1920 in der Zeitung Der Tag die Frage:
Am 22. Februar 1921 kam es in Berlin zu Ausschreitungen, nachdem ein hoher Beamter der Berliner Polizei eine systematische Hetze gegen die Aufführungen initiiert hatte. Viele Organisationen wurden veranlasst, gegen die Aufführung des Reigen zu protestieren, vorgedruckte Formulare wurden verschickt und Politiker wurden mobilisiert. Am 22. Februar (wenige Tage nach den Protesten in Wien) gab es organisierte Tumulte in der Aufführung und eine johlende Saalschlacht. Abkommandierte völkische Beobachter, die meisten von ihnen im jugendlichen Alter, warfen Stinkbomben. Theaterleiter und Darsteller wurden in der Folge wegen „unzüchtiger Handlungen“ im sogenannten Reigen-Prozess (s. u.) vor Gericht gestellt.

### Wien 1921
Am 1. Februar 1921 hatte das Stück in Wien in den dem Deutschen Volkstheater angeschlossenen Kammerspielen Premiere (Regie: Heinz Schulbaur). Verschiedene Zeitungen, besonders die Reichspost, begannen eine aggressive antisemitische Hetzkampagne, Schnitzler wurde „Pornograph“ und „jüdischer Schweineliterat“ genannt, sein Stück als „Schandstück“, „geilste Pornographie“, und „Bordellprologe des Juden Schnitzler“ bezeichnet. Der Journalist und Schriftsteller Julius Bauer schrieb ins Ballbuch der Deutsch-österreichischen Schriftstellergenossenschaft Concordia eine Paraphrase auf Goethes letzte Verse aus Faust II: „Das Unbeschreibliche schreibt der Poet. Das Ewig-Leibliche Hundertmal geht. Prüde und Bängliche, Verdammt nur die Kritzler! Alles Verfängliche Sublimiert Schnitzler.“

„Mit dem ‚Reigen‘ hat Schnitzler das Theater, das ein Haus der Freuden sein sollte, zu einem Freudenhause, zum Schauplatz von Vorgängen und Gesprächen gemacht, wie sie sich schamloser in keiner Dirnenhöhle abwickeln können. Schnaufende Dickwänste mit ihrem weiblichen Anhange, der den Namen der deutschen Frau schändet, sollen sich jetzt dort allabendlich ihre im wüsten Sinnentaumel erschlafften Nerven aufkitzeln lassen. Allein wir gedenken den Herrschaften das Vergnügen bald zu verleiden.“

Bei der Vorstellung am 7. Februar (zwei Tage nach einem Zwischenfall am Münchner Schauspielhaus) gab es erste Störungen, einige jugendliche Demonstranten stürmten die Vorstellung und riefen „Nieder mit dem Reigen!“ und „Man schändet unsere Weiber!“, die Vorstellung musste in der vorletzten Szene abgebrochen werden. Der christlichsoziale Abgeordnete und spätere Bundeskanzler Ignaz Seipel sprach am 13. Februar in einer Versammlung des Volksbundes der Katholiken Österreichs vom Stück als einem „Schmutzstück aus der Feder eines jüdischen Autors“. Am 16. Februar warfen bei der 4. Szene (zwischen jungem Herrn und junger Frau) Zuschauer Stinkbomben und gaben einen Signalruf nach draußen ab. Rund 600 Demonstranten, unter ihnen viele Jugendliche, stürmten mit lauten Hurra-Rufen und Stöcke schwingend das Haus, zertrümmerten die Spiegelglasscheiben, drangen ins Parkett und in die Logen ein, von wo aus sie Stühle und Teer-Eier auf die Zuschauer warfen. Schnitzler besuchte zufällig die Vorstellung, wurde vom Mob selbsternannter Sittenwächter und Antisemiten aber nicht erkannt. Die Bühnenarbeiter beendeten den Tumult durch Einsatz der Feuerwehrschläuche.

„Mittwoch, den 16. Februar, erfolgte der zweite, diesesmal mit durchschlagendem Erfolg geführte Sturm. Die Sauvorstellung hatte um 7 Uhr begonnen. Gegen halb 8 Uhr Sammelte sich […] eine von Minute zu Minute anschwelende Menge. Wenige Minuten nach dreiviertel 8 Uhr wurde auf dem Fleischmarkt von einigen Volksstürmlern das Signal zum Sturm gegeben. […] Volksstürmler voran drangen einige Hundert in den Zuschauerraum, wo alles, was möglich war, Glasscheiben, Stühle usw., zertrümmert und auf die Anwesenden menschlichen Schweine, Schieber und Dirnen losgedroschen wurde. Viele wurden blutig geschlagen und mußten hinausgetragen werden. Durch Öffnung der Hydranten wurde das Theater unter Wasser gesetzt, so daß Feuerwehr anrücken mußte, um den Saal auszupumpen. Die flüchtenden jüdischen Zuschauer mußten regelrecht Spießruten laufen (die meisten ohne Oberkleider), sowohl drinnen, als auch auf der Straße, wo eine ungeheure Menge demonstrierte. Viele wurden auf den Stiegen zu Fall gebracht. Die Bühne und viele vom sauberen Publikum wurden mit Schmutz beworfen.“

Nach diesen Vorfällen verbot der Wiener Polizeipräsident Johann Schober zum „Schutz der öffentlichen Ruhe und Ordnung“ jede weitere Aufführung. Auch im Wiener Parlament kam es zu Prügeleien; Sozialdemokraten und Christlichsoziale gerieten sich wegen des angeblich „obszönen“ Stücks in die Haare. Leopold Kunschak bezeichnete das Werk als „Saustück“. Daraufhin kam es zu einer Kontroverse zwischen dem Innenminister Egon Glanz und dem Wiener Bürgermeister Jakob Reumann, der sich einem Aufführungsverbot widersetzte, und die dann vom Verfassungsgerichtshof mit dem parteiunabhängigen Experten Hans Kelsen entschieden wurde. Im März 1922 konnte der Reigen unter Polizeischutz wieder aufgenommen und gespielt werden. Die letzte Aufführung fand am 30. Juni 1922 statt. Karl Kraus stellte nach dem Wiener Skandal in der Fackel fest: „Im erotischen Theater stellt ein und dasselbe Menschenpack Entrüstung und Behagen bei.“
Schnitzler schrieb 1922 resigniert „Unter den zahlreichen Affären meines Lebens ist es wohl diese letzte, in der Verlogenheit, Unverstand und Feigheit sich selbst übertroffen haben“, und notierte ins Tagebuch: „Welches Spiel der Verlogenheiten. Politicum. Unaufrichtig Feind wie Freund. -- Allein, allein, allein.“ Er bat wegen der Polemik gegen Reigen den S. Fischer Verlag, der die Rechte besaß, keine weiteren Aufführungen des Stückes mehr zu genehmigen. Dieses Aufführungsverbot wurde von Schnitzlers Sohn Heinrich über den Tod des Autors hinaus verlängert und blieb bis zum 1. Januar 1982 in Kraft.

### Freigabe 1982
Durch die Freigabe des Reigen auf dem Theater erreichte die Schnitzler-Rezeption Anfang der 1980er Jahre einen Höhepunkt. Ab 1982 kam es zu zahlreichen Aufführungen des Stückes, wobei das Interesse der Theater der Skandalgeschichte ebenso galt wie der Herausforderung der Darstellbarkeit von Sexualität und der dadurch bedingten Nacktheit auf der Bühne. Bereits in der Silvesternacht 1981/82 fanden Aufführungen in Basel (am 1. Januar 1982 um 0 Uhr 25), München, Manchester und London statt. Es gab in der Folge Aufführungen an fast allen deutschsprachigen Bühnen, u. a. am
- Residenztheater München (Regie: Kurt Meisel), mit Gundi Ellert (Dirne), Nikolaus Paryla (Soldat), Lena Stolze (Stubenmädchen), Herbert Rhom (junger Herr), Gaby Dohm (junge Frau), Kurt Meisel (Ehemann), Bettina Redlich (Süßes Mädel), Walter Schmidinger (Dichter), Ursula Lingen (Schauspielerin), Hans Brenner (Graf)
- Schillertheater Berlin (Regie: Hansjörg Utzerath), mit Sabine Sinjen (Dirne), Georg Corten (Soldat), Gudrun Gabriel (Stubenmädchen), Andreas Bissmeier (junger Herr), Mona Seefried (junge Frau), Peter Matić (Ehemann), Marie Colbin (Süßes Mädel), Helmut Berger (Dichter), Senta Berger (Schauspielerin), Joachim Bliese (Graf)
- Schauspiel Frankfurt (Regie: Horst Zankl), mit Almut Zilcher (Stubenmädchen), Paulus Manker (junger Herr), Suzanne von Borsody (süßes Mädel), Sabine Andreas (Schauspielerin)
- Akademietheater Wien (Regie: Erwin Axer), mit Ulrike Beimpold, Robert Meyer, Elisabeth Augustin, Georg Schuchter, Sylvia Lukan, Wolfgang Hübsch, Susanne Mitterer, Karlheinz Hackl, Annemarie Düringer, Peter Wolfsberger

Zwischen Juni und Dezember 1983 wurde im Casino am Schwarzenbergplatz und später im Akademietheater Saustück (Reigen-Skandal in Wien 1921) gegeben. Auf Basis der Materialsammlung von Alfred Pfoser wurde ein Text von Klaus Höring, Reinhard Urbach und Stefan Makk zusammengestellt.
Am 10. Mai 2009 erlebte die Szene „Dirne und Soldat“ auf der Internet-Plattform Second Life eine „virtuelle Premiere“.

## Der Reigen-Prozess

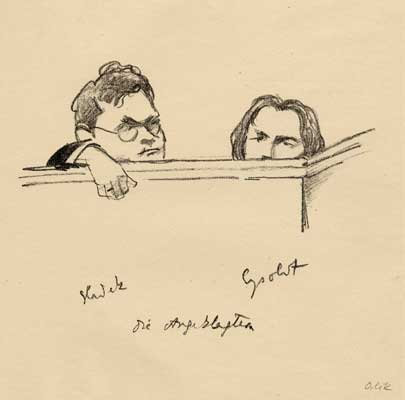
Emil Orlik: „Die Angeklagten“ (Die Direktoren Maximilian Sladek und rechts Gertrud Eysoldt) im Reigen-Prozess in Berlin (Lithographie, 1921)

Nach der Uraufführung in Berlin wurden die beiden Direktoren des Kleinen Schauspielhauses, Maximilian Sladek und Gertrud Eysoldt, der Regisseur Hubert Reusch sowie die Darsteller Elvira Bach, Fritz Kampers, Vera Skidelsky, Victor Schwanneke, Robert Forster-Larrinaga, Blanche Dergan, Tillo, Madeleine, Rieß-Sulzer, Delius und Copony wegen „Erregung öffentlichen Ärgernisses“ vor Gericht gestellt. Noch nie zuvor waren Schauspieler wegen eines Stückes angeklagt worden. Der Prozess fand vom 5. bis 18. November 1921 in Berlin statt. Die Verteidigung hatte der Rechtsanwalt und ehemalige sozialdemokratische Minister Wolfgang Heine übernommen, der im Anschluss die stenographischen Protokolle des Prozesses im Verlag von Ernst Rowohlt herausbrachte.
Die Zeugin Elise Gerken (Mitglied des Volksbundes für Anstand und gute Sitte) sagte in der Verhandlung aus:

„Ich habe viele Leute, ältere und jüngere, Männer und Frauen, gesprochen, die das Stück gesehen hatten, und ich fand von ihnen das Urteil bestätigt, das ich aus der Lektüre gewonnen hatte, daß auch die dezenteste Darstellung der Schauspieler nicht imstande ist, den Schmutz und die Gemeinheit des Werkes abzumildern und seiner Unsittlichkeit zu entkleiden. Nach meinem Eindruck, den ich auch am Sonntag in der Gerichtsvorstellung verstärkt fand, wird hier zehnmal der Akt, die innigste Vereinigung von Mann und Frau dargestellt, in seiner rohesten und gemeinsten Form, entkleidet von all den ethischen Momenten, von all den idealen Momenten, die sonst diesen Verkehr zwischen Mann und Frau aus dem Tierischen ins Menschliche erheben. Die zehnmal sich prostituierenden Weiber in diesem Stück geben sich, z. T. nach wenigen Minuten, einem ihnen nicht einmal dem Namen nach bekannten Manne hin, sie bieten sich selbst an. Besonders scharf gekennzeichnet wird der ganze Vorgang auch dadurch, daß nach dem Akt der Mann sich fast jedesmal in einer zynischen Brutalität von dem Weibe, das ihm eben willig war, abwendet und sie zum Teil zurückstößt – ein Zeichen dafür, daß hier von Liebe oder von irgendwelchen seelischen Beziehungen gar nicht die Rede ist!“

Andere Zeugen kritisierten eine „Verherrlichung des Ehebruchs“, nahmen Anstoß an der „Aussprache über die nervösen Störungen des jungen Mannes“ und kritisierten insbesondere die Tatsache, dass die junge Frau an ein und demselben Tag Ehebruch begeht und danach mit ihrem Ehemann schläft (obwohl dies im Text nicht ausdrücklich steht) und dass der Rhythmus der Musik während des Fallens des Vorhangs „Beischlafbewegungen“ wiedergegeben habe.
Nach fünftägiger Verhandlung, bei der auch zahlreiche angesehene Literaturwissenschaftler, Theaterleute und Publizisten wie Alfred Kerr, Ludwig Fulda, Felix Hollaender, Georg Witkowski und Herbert Ihering als Sachverständige gehört wurden, erfolgten Freisprüche, da die Aufführung in keiner Weise „obszön oder anstößig“ gewesen sei. Die Schauspieler hätten sich „höchster Dezenz befleißigt“. In der Urteilsbegründung hieß es:

„Das Stück verfolgt, wie das Gericht aus der Beweisaufnahme feststellt, einen sittlichen Gedanken. Der Dichter will darauf hinweisen, wie schal und falsch das Liebesleben sich abspielt. Er hat nach Auffassung des Gerichts, nicht die Absicht gehabt. Lüsternheit zu erwecken. […] Die Sprache des Buches ist fein und leicht. Die Charaktere werden mit wenigen scharfen Strichen vorzüglich gezeichnet. Die dramatischen Verwicklungen sind mit psychologischer Feinheit entwickelt. Die Handlung wird in jedem Bilde bis unmittelbar vor den Beischlaf durchgeführt, der in dem Buche durch Gedankenstriche angedeutet wird. Darauf setzt die Handlung wieder ein, die die Wirkung des geschlechtlichen Rausches skizziert. Die geschlechtliche Beiwohnung selbst wird nicht beschrieben. Sie tritt vollkommen zurück, sie ist dem Dichter nur Mittel zum Zweck.“

Der Prozess fand ein großes Echo in literarischen und künstlerischen Kreisen, denn es ging dabei nicht nur darum, ob es sich beim „Reigen“ um Kunst oder Unmoral handele, sondern letzten Endes auch um die politische Frage, ob der Staat der Kunst Vorschriften machen dürfe. Als der Prozess mit Freispruch endete, wurde ein für das fortschrittliche Theater der 1920er Jahre wichtiger Präzedenzfall geschaffen.

„Wir wissen, daß auf der Bühne sehr häufig ein Kuß, eine Umarmung sozusagen als symbolischer Ersatz für den tatsächlichen Geschlechtsakt eintritt, und wir haben uns gewöhnt, dies als durchaus erlaubt und als vereinbar mit unseren künstlerischen und sittlichen Grundsätzen hinzunehmen. Es wäre unmöglich, alle die Szenen aufzuzählen, in denen der Dichter unter einem Kuß eigentlich etwas anderes versteht als den Kuß selbst, es wäre unmöglich, alle diejenigen Aktschlüsse aufzuzählen, die auf das, was sich sofort nach gefallenem Vorhang im Sinne des Stücks zu begeben hat, hinzuweisen und ebenso gibt es eine Fülle von Fällen, in denen der Vorhang sich hebt, sofort nach dem im Sinne des Stückes zwischen zwei auf der Szene befindlichen Personen eine Liebesumarmung stattgefunden hat (‚Es ist die Nachtigall und nicht die Lerche‘). Entweder ist nun dies verletzend oder es ist nicht verletzend. Es ist aber nicht einzusehen, warum es in einem Fall verletzend sein soll und im andern wieder nicht, insbesondere aber ist nicht zu begreifen, warum es Sinnlichkeit erregend oder sittenverderbend wirken soll, wenn es sich um ein künstlerisch minder wertvolles, als wenn es sich um ein wertvolles handelt. […] Ist der Reigen ein künstlerisch minderwertiges Werk, so dürfte man ihn natürlich nicht aufführen, eben weil er künstlerisch minderwertig ist, denn jene anderen Eigenschaften, die Ihr an ihm verurteilt, teilt er mit hundert anderen. […] Sämtliche Einwürfe, die gegen die Aufführung des Reigen erhoben werden, müßten gegen eine ganze Fülle von anderen erhoben werden.“

Emil Orlik zeichnete während der Prozessverhandlungen 14 Lithographien Aus dem Reigen-Process 1921, die in Berlin im Verlag Neue Kunsthandlung 1921 gedruckt wurden.
Der Sender SWF produzierte 1960 eine Hörspiel-Dokumentation Der Reigenprozeß – oder: Die Kunst, Anstoß zu nehmen (Regie: Fritz Schröder-Jahn) mit Willy Maertens (Theaterdirektor Maximilian Sladek), Edith Heerdegen (Gertrud Eysoldt), Gustl Bayrhammer (Schauspieler Fritz Kampers), Heinz Schimmelpfennig (Schauspieler Victor Schwanneke), Willy Trenk-Trebitsch (Alfred Kerr), Eric Schildkraut (Emil Orlik) u. a.
1967 wurde Roger Vadim, Regisseur der Reigen-Verfilmung La Ronde in Italien vor Gericht gebracht und sogar Arthur Schnitzler noch postum angeklagt.

## Rezeption und Interpretation

Titel des Erstdrucks (1903) mit Buchschmuck von Berthold Löffler

Schnitzlers Freund Richard Beer-Hofmann bezeichnete Reigen als Schnitzlers „erectiefstes“ Werk. Hugo von Hofmannsthal schrieb ihm: „Denn schließlich ist es ja Ihr bestes Buch, Sie Schmutzfink.“
Egon Friedell schrieb 1931 über Arthur Schnitzler: „Er hat bereits zu einer Zeit, wo diese Lehren noch im Werden begriffen waren, die Psychoanalyse dramatisiert. Und er hat in seinen Romanen und Theaterstücken das Wien des Fin de siecle eingefangen und für spätere Geschlechter konserviert: eine ganze Stadt mit ihrer einmaligen Kultur, mit dem von ihr genährten und entwickelten Menschenschlag, wie er sich in einem bestimmten Zeitpunkt der Reife und Überreife auslebte, ist in ihnen klingend und leuchtend geworden. Er hat damit etwas Analoges geleistet wie Nestroy für das Wien des Vormärz.“
Georg Hensel bezeichnet Schnitzlers Dialoge als „zehn Triumphe des Sexus, vor dem es keine Standesunterschiede gibt: ein Ringelspiel der Amouren, die auch ihre Köstlichkeiten haben, ein Karussell der flüchtigen Umarmungen, ein Tanz mit den immerwährenden drei Schritten: Gier, Genuss und Kälte – ein Totentanz des Eros“.
Was im Reigen an die Stelle der Liebe tritt, „ist nicht tödlich, sondern ein armseliges, widerrufliches Sterben in kleinen Portionen bei lebendigem Leib“. Die Dialoge sind frivol und zärtlich, ironisch und melancholisch, triebhaft und todestraurig. Im Verhalten der handelnden Personen, speziell in dem der Männer, zeigt sich Schnitzlers kritische Sicht auf die Sexualsphäre seiner Zeit, die die Sexualität tabuisierte und an die „heilige“ Institution der Ehe band. Dies wird durch die Doppelmoral der gesellschaftlich repräsentativen Figuren unterlaufen, die in ihrem phrasenhaften Sprechen den unfreien Umgang mit der eigenen Sexualität offenbaren und manifestiert sich in der sexuellen Ausbeutung des Dienstmädchens und des „süßen Mädels“ in der von den Männern geprägten Gesellschaft um 1900, die sich mit „rangniedereren“ Frauen einließen, um sich ihrer Männlichkeit zu versichern. In der Kultur der „Absteige“ und des Chambre separée als Schauplatz von Lüge, Betrug und Ehebrecherei, die sich bis ins eheliche Schlafzimmer fortsetzt, zeigt sich Enge und Heimlichkeit des Lustgedankens. Die Personen charakterisieren sich erst durch das, was sie dem anderen Partner sagen werden bzw. in der vorigen Szene gesagt haben. Oft zeigt sich erst dadurch, dass sie lügen. Statt den Figuren Namen zu geben, benutzt Schnitzler eine Typologie, durch die Namenlosigkeit der Protagonisten zeigt sich ihre Austauschbarkeit im sexuellen Wechselspiel. Diese Figurenabfolge paraphrasiert den mittelalterlichen „Totentanz“ (Darstellung der Gewalt des Todes über das Menschenleben in allegorischen Gruppen, in denen Tanz und Tod gleichzeitig zu finden sind).
Schnitzlers Werk macht deutlich, dass die unterschiedlichen Moralvorstellungen der damaligen „Cultur“ eng mit dem jeweiligen gesellschaftlichen Stand verknüpft waren. So wird im ganzen Stück die Moral nur in jenen Szenen angesprochen, in denen das Ehepaar auftritt. Eine Schlüsselrolle nimmt dabei der Dialog im Ehebett ein, der die Stellung der jungen Ehefrau innerhalb des Bürgertums verdeutlicht. Nur in der Begegnung von Dichter und Schauspielerin (die Schnitzler selbst und der Schauspielerin Adele Sandrock nachgebildet sein könnten) zeigt sich eine freiere Auffassung von Sexualität, in den Betrachtungen des Grafen eine philosophisch-reflektierende.
Schnitzler beschreibt die unterschiedlichen sexuellen Verhalten der Geschlechter vor und nach dem Geschlechtsverkehr, durch die Trennung von Lust und Liebe verlaufen die Beziehungen zwischen Mann und Frau aber in einer gegenläufigen Gefühlskurve. Die Frau wechselt von spröder Ablehnung zu zärtlicher Anhänglichkeit, der Mann von romantisch-sinnlicher Erregung zu kalter Abwendung. Im Sog ihrer Begierde ähneln die Personen trotz sozialer Unterschiede einander und werden schließlich als Vertreter von Proletariat, Kleinbürgertum, Bürgertum, Bohème und Aristokratie ohne Rücksicht auf soziale Herkunft oder Lebensalter gleich – wie im Angesicht des Todes.
Der Literaturkritiker Richard Alewyn nannte den Reigen „eine Komödie für Götter“ und schrieb im Nachwort zur Buchausgabe:
„Reigen – ein Meisterstück des strengen Satzes. Zehn Personen bilden seine Choreographie. Zehnmal formen diese zehn Personen ein Paar. Zehnmal steigt die Temperatur vom Nullpunkt zum Siedepunkt und sinkt wieder zum Nullpunkt herab. Zehnmal das Auf und Ab der Skalen von Werbung, Paarung, Sättigung und Ernüchterung, und am Ende sind wir wieder da angelangt, wo es angefangen hatte, und es ist nichts als die Barmherzigkeit des Vorhangs, die das Spiel verhindert, wieder von vorne zu beginnen. Unerfindlich ist nur, wie man dieses Stück als unmoralisch hat denunzieren können. Weit entfernt, den Appetit auf amoureuse Betätigung zu wetzen, ist es vielmehr geeignet, ihn gründlich zu verderben. Es ist das Werk eines Moralisten, nicht eines Epikuräers, ein Werk der Entlarvung, der Entzauberung, unbarmherzig und todernst, und im Vergleich dazu erscheint die Liebelei noch als ein menschenfreundliches und trostreiches Stück.“ (Richard Alewyn: Arthur Schnitzler: Reigen. Nachwort zur Buchausgabe 1960)
Schnitzler setzte sich intensiv mit der Psychoanalyse auseinander und erreichte in seinem Werk eine weitreichende Übereinstimmung mit den psychologischen Problemen seiner Zeit, besonders den tiefenpsychologischen Aspekt sexuellen Verhaltens. Schnitzler wird daher häufig als literarisches Pendant zu Sigmund Freud bezeichnet, der dies in einem Brief an Schnitzler 1922 auch hervorhob: „Verehrter Herr Doktor Schnitzler. Seit vielen Jahren bin ich mir der weitreichenden Übereinstimmung bewußt… So habe ich den Eindruck gewonnen, dass Sie durch Intuition alles das wissen, was ich in mühseliger Arbeit an anderen Menschen aufgedeckt habe. Ja, ich glaube, im Grunde Ihres Wesens sind Sie ein psychologischer Tiefenforscher, so ehrlich, unparteiisch und unerschrocken, wie nur je einer war. Aber ich weiß eben auch, dass die Analyse kein Mittel ist, sich beliebt zu machen. Ihr in Verehrung ergebener Dr. Freud.“ In einem Brief zum sechzigsten Geburtstag von Schnitzler sprach Freud sogar von „einer Art von Doppelgängerscheu“ vor ihm.

## Verfilmungen, Hörspiele und Schallplatte

Schallplattencover (1966) bei Preiser Records, Regie: Gustav Manker

- 1950 La Ronde, Regie: Max Ophüls, mit Anton Walbrook (Adolf Wohlbrück) (Conferencier), Simone Signoret (Dirne), Serge Reggiani (Soldat), Simone Simon (Stubenmädchen), Daniel Gélin (junger Herr), Danielle Darrieux (junge Frau), Fernand Gravey (Ehemann), Odette Joyeux (süßes Mädel), Jean-Louis Barrault (Dichter), Isa Miranda (Schauspielerin), Gérard Philipe (Graf). Ophüls’ berühmter Film ergänzte die Handlung durch die Figur des Conférencier (“Meneur de jeu”), der auf einem Karussell (Ringelspiel) erscheint, den Zuschauer durch Wien um das Jahr 1900 geleitet, die Szenen verbindet und auch unmittelbar in die Handlung eingreift. Hinzu kommen Parallelmontagen, die zweimal die Zukunft eines Paares, die keine ist, zeigen: Der Ehemann wartet vergeblich auf das „Süße Mädl“ im Chambre Separée, während das „Süße Mädl“ bereits mit dem Dichter zusammen ist und das Süße Mädl wartet ebenso vergeblich auf den Dichter am Bühnenausgang des Theaters, während sich dieser in der Garderobe der Schauspielerin widmet. Oscar Straus komponierte für den Film den Reigen-Walzer Dreht Euch im Reigen nach alter Weise, wobei er den Sylphentanz aus La damnation de Faust von Hector Berlioz paraphrasierte.
- 1964 La Ronde, Regie: Roger Vadim, Drehbuch: Jean Anouilh, mit Marie Dubois, Claude Giraud, Anna Karina, Jean-Claude Brialy, Jane Fonda, Maurice Ronet, Catherine Spaak, Bernard Noël, Francine Bergé, Jean Sorel, Denise Benoît (Yvette Guilbert) (nominiert für den Golden Globe als Bester fremdsprachiger Film). Drehbuchautor Jean Anouilh verlegte den Schauplatz des Stücks nach Paris. „Die Neuverfilmung ist zwar mit spürbarer Ironie ausgestattet, entbehrt jedoch weitgehend des atmosphärischen Reizes. Stattdessen setzt der Regisseur eher auf die Reize seiner Darstellerinnen.“ (Lexikon des internationalen Films)
- 1966 Reigen (Schallplatten-Aufnahme) Regie: Gustav Manker, mit Hilde Sochor (Dirne), Helmut Qualtinger (Soldat), Elfriede Ott (Stubenmädchen), Peter Weck (junger Herr), Eva Kerbler (junge Frau), Hans Jaray (Ehemann), Christiane Hörbiger (süßes Mädel), Helmuth Lohner (Dichter), Blanche Aubry (Schauspielerin), Robert Lindner (Graf) (CD: Preiser Records 93124, 1988). Mit der Schallplattenaufnahme gelang es, das Bühnen-Aufführungsverbot des Stückes durch den Autor zu umgehen.
- 1973 Reigen, Regie: Otto Schenk, Musik: Francis Lai, mit Gertraud Jesserer, Hans Brenner, Sydne Rome, Helmut Berger, Senta Berger, Peter Weck, Maria Schneider, Michael Heltau, Erika Pluhar, Helmuth Lohner.
- 1981 Reigen (Hörspiel) Regie: Peter M. Preissler. Produktion: BR. mit Brigitte Neumeister (Dirne), Herwig Seeböck (Soldat), Maresa Hörbiger (Stubenmädchen), Klaus Maria Brandauer (Junger Herr), Johanna Matz (Junge Frau), Albert Rueprecht (Gatte), Marianne Nentwich (Süßes Mädel), Karl Maldek (Dichter), Lotte Ledl (Schauspielerin), Wolfgang Gasser (Graf), Franz Hofer-Lester (Sprecher).
- 1982 Reigen (Ringlek) Schweden (TV). Regie: Christian Lund, mit Micha Gabay, Lars Green, Carl-Axel Heiknert, Christina Indrenius-Zalewski, Margaretha Krook.
- 2006 Berliner Reigen, Regie: Dieter Berner, mit Jana Klinge, Robert Gwisdek, Sebastian Stielke, Nina Machalz, Johanna Geißler, Dirk Talaga u. a. Die Handlung wurde in das heutige Berlin verlegt.[48]
- 2011 Hörspiel-Edition: Fräulein Else/Liebelei/Spiel im Morgengrauen/Reigen u. a. Regie: John Olden. Produktion: NDR (Hörspiel, 1963) mit Helli Servi (Dirne), Wolfgang Gasser (Soldat), Lotte Ledl (Stubenmädchen), Peter Weck (junger Herr), Christiane Hörbiger (junge Frau), Fred Liewehr (Gatte), Elfriede Ott (Süßes Mädl), Helmuth Lohner (Dichter), Susi Nicoletti (Schauspielerin), Wolf Albach-Retty (Graf), Hörverlag 2011, ISBN 978-3-86717-750-4

## Adaptionen

### Filme
- 1944 La Farandole (Frankreich) Regie: André Zwobada. Drehbuch: André Cayatte und Henri Jeanson, mit Alfred Adam, André Alerme, Jean-Louis Allibert, Bernard Blier, Jean Davy
- 1963 Das große Liebesspiel (And so to bed) (Österreich/BRD). Regie: Alfred Weidenmann. Drehbuch: Herbert Reinecker, Carl Merz, Helmut Qualtinger, mit Hildegard Knef, Lilli Palmer, Nadja Tiller, Daliah Lavi, Thomas Fritsch, Walter Giller, Martin Held, Charles Regnier, Peter van Eyck, Paul Hubschmid, Elisabeth Flickenschildt. Starkino mit zwölf Liebesepisoden nach dem Vorbild des Reigen mit den Paaren Polizist/Callgirl, Callgirl/Schüler, Schüler/ junge Frau des Schuldirektors, Direktor/Sekretärin, Sekretärin/Chef, geschiedene Frau des Chefs/Student, Student/Französin, Französin/ Gastarbeiter, Gastarbeiter/Schauspielerin, Schauspielerin/Diplomat, Diplomat/ältere Dame, Diplomat/Callgirl.
- 1965 Das Liebeskarussell (Österreich) Regie: Axel von Ambesser, Rolf Thiele und Alfred Weidenmann, mit Nadja Tiller, Catherine Deneuve, Anita Ekberg, Johanna von Koczian, Heinz Rühmann, Gert Fröbe, Curd Jürgens und Peter Alexander. Episodische Trivialversion.
- 1971 Hot Circuit (Regie: Richard Lerner), basiert auf Reigen
- 1973 Reigen, (BRD) Regie: Otto Schenk
- 1981 Neonstadt (BRD) Regie: Gisela Weilemann, Helmer von Lützelburg, Dominik Graf, Johann Schmid/Stefan Wood, Wolfgang Büld. Fünf Episoden über das Lebensgefühl und die Probleme der Großstadtjugend der 1980er Jahre, inspiriert von Schnitzlers Reigen.
- 1982 La Ronde (Regie: Kenneth Ives), basiert auf Reigen
- 1983 New York Nights (USA) Regie: Simon Nuchtern, mit Willem Dafoe, Nicholas Cortland, Corinne Alphen, George Ayer, Bob Burns, Peter Matthey, Missy O’Shea. Adaption von Max Ophüls’ Film La Ronde in 9 Episoden
- 1984 Choose Me (Regie: Alan Rudolph), mit Geneviève Bujold, Keith Carradine, Lesley Ann Warren. Der Film verpflanzte quasi Max Ophüls’ Schnitzler-Verfilmung La Ronde ins Los Angeles der Gegenwart.
- 1985 Love Circles (Ronde de L’Amour) (Großbritannien) Regie: Gérard Kikoïne, mit Lisa Allison, Sophie Berger, Josephine J. Jones, John Sibbit, Michele Siu
- 1985 La ronde de l’amour (Love Circles) (Regie: Gérard Kikoïne), Variation auf Schnitzlers Reigen.
- 1986 Das weite Land (Regie: Luc Bondy, Co-Autor: Botho Strauß) Die Verfilmung von Schnitzlers Theaterstück Das weite Land erfindet neue Handlungsorte wie das Theater und seine Schauspielergarderoben, die Schauspielerin, Frau Meinhold (gespielt von Jutta Lampe) ist in der Uraufführung von Reigen als Dirne zu sehen. Ihr Sohn Otto echauffiert sich über dieses „Skandalstück“, in dem seine Mutter mitspielt.
- 1992 Chain of Desire (USA). Regie: Temístocles López, mit Linda Fiorentino, Elias Koteas, Patrick Bauchau, Malcolm McDowell
- 1997 The Way We Are (Quiet Days in Hollywood) (USA/BRD) Regie: Josef Rusnak, mit Hilary Swank, Daryl Mitchell, Meta Golding, Natasha Gregson Wagner, Jake Busey. Eine „in die X-Generation“ von Los Angeles transponierte „Anlehnung“ an Schnitzlers Reigen
- 1998 Karrusel (10-teilige TV-Serie, Dänemark), Regie: Claus Bjerre
- 2002 Love in the Time of Money, Regie: Peter Mattei
- 2004 Seduction von Jack Heifner (Gay version)
- 2004 Complications von Michael Kearns (Gay version), pro-safe-sex piece (ein Remake war Dean Howells Film Nine Lives)
- 2008 Unschuld, Regie: Andreas Morell, mit Nadeshda Brennicke, Kai Wiesinger, Leslie Malton. Mit der Adaption von Kai Hafemeister holte der Film die Parabel ins 21. Jahrhundert.
- 2011 360 von Fernando Meirelles, Drehbuch: Peter Morgan, mit Rachel Weisz, Jude Law, Anthony Hopkins, Moritz Bleibtreu und Johannes Krisch
- 2013 Deseo – Karussell der Lust von Antonio Zavala Kugler aus dem Jahr 2013
- 2016 Karussell (Experimentalfilm, Österreich) von Gerda Leopold

Der Film Der Reigen (Ein Werdegang) von Richard Oswald (1920) hat trotz Namensgleichheit und zeitlicher Nähe mit Schnitzlers Vorlage nichts zu tun, was dieser auch durch Pressemitteilungen bekräftigen musste.

### Dramen und Parodien
- 1921 Der Rosen-Rote-Reigen. Parodie. Uraufführung 26. März 1921 im Theater in der Josefstadt.
- 1951 Reigen 51 von Helmut Qualtinger, Michael Kehlmann, Carl Merz, Musik: Gerhard Bronner (UA Kleines Theater im Konzerthaus, Wien) Kabarettistische Parodie.
- 1955 Reigen-Express von Helmut Qualtinger. Hörspiel für den Sender „Rot-Weiß-Rot“.
- 1986 Round 2 von Eric Bentley (Gay version), spielt in der Homosexuellenszene im New York der 1970er Jahre
- 1994 Reigenprozeß made in Germany, dramatische Collage aus dem wirklichen Leben von Frank Jankowski
- 1995 Der reizende Reigen nach dem Reigen des reizenden Herrn Arthur Schnitzler von Werner Schwab (UA Schauspielhaus Zürich als Privatveranstaltung aufgrund von Urheberrechtsproblemen). Die handelnden Personen bei Schwab sind Hure, Angestellter, Friseuse, Hausherr, junge Frau, Ehemann, Sekretärin, Dichter, Schauspielerin, Nationalratsabgeordneter. Ausgehend von Schnitzlers Stück „hat Werner Schwab seine eigene Fassung zum Thema „Sexualität“ entworfen. Eine Welt des Sexus ohne die Ahnung des Eros, die Welt als Sexshop, grell, schnell und eisig-kalt. Jegliches Gefühl verkommt zum Klischee, das Individuum behauptet sich und ist doch austauschbar.“[49] (auch TV, mit Karina Fallenstein, Jessica Früh, Jutta Masurath, Katharina von Bock)
- 1998 The Blue Room von David Hare, UA Donmar Warehouse, London, Regie: Sam Mendes, mit Nicole Kidman und Iain Glen. Das Stück ist ins heutige London versetzt, „die Situationen sind aktualisiert, die Charaktere pointiert und die Sprache vulgarisiert“.[50]
- Hilary Fannin; Stephen Greenhorn; Abi Morgan; Mark Ravenhill: Sleeping Around (1998) – Rowohlt Theater Verlag 1999, Übersetzung von Corinna Brocher und Dieter Giesing
- 2005 Ringel-Ringel Reigen. Parodien zu Arthur Schnitzlers Reigen (Hg. Gerd K. Schneider, Peter Michael Braunwarth). Sonderzahl, Wien 2005. 12 Parodien, die großteils in der Tradition des Wiener Volksstücks und Nestroys stehen.[30]

### Musiktheater und Ballett
- La Ronde. Ballett von Erich Wolfgang Korngold. Aufführung: 1987, National Ballet of Canada, O’Keefe Centre, Toronto; auch: 1993 für The Royal Ballet, London
- 1951 Ronde de Printemps. Ballett. Choreographie: Antony Tudor, Musik: Eric Satie. Resident Company, Jacob’s Pillow Dance Festival, Lee, Massachusetts
- 1955 Souvenirs. Ballett. Choreographie: Tatjana Gsovsky, Musik: Jacques Offenbach/Simon Karlinsky. Berliner Ballett, Titania-Palast, Berlin
- 1963 Episoden. Ballett. Choreographie: Gerhard Senft, Zwischenspiele zu Musik der Strauß-Dynastie/Walter Deutsch. Das Kleine Wiener Ballett, Theater in der Josefstadt
- 1988 Arthur Schnitzler und sein Reigen. Ballett in 9 Bildern. Uraufführung an der Volksoper Wien (Wiener Festwochen). Choreografie: Susanne Kirnbauer. Musik: Oscar Straus, Ernst von Dohnányi, Richard Heuberger, Joseph Hellmesberger junior, Johann Strauss (Sohn), Alfred Grünfeld (Herbert Mogg)
- 1993 Hello Again, Musical, Buch und Musik: Michael John LaChiusa (Deutsche Erstaufführung 2007 am Akademietheater im Prinzregententheater München). Die Adaption siedelt die Szenen in je einer Dekade des 20. Jahrhunderts an.
- 1993 Reigen, Oper in 10 Dialogen von Philippe Boesmans, Libretto von Luc Bondy (UA Théâtre de la Monnaie, Brüssel 1993; Deutsche Erstaufführung am Staatstheater Braunschweig 1998)
- 2008 Fucking Men. Ballett von Joe DiPietro (Gay version), spielt im heutigen New York.
- 2009 Nackt. Rockmusical von Brandon Ethridge (UA 2009 im Bremer Musical Theater, Regie: Christian von Götz), nur Schnitzlers Figuren-System wird verwendet, Originaltext wird nicht gesprochen, es kommen „heiße Sex-Szenen, brutale Fesselspiele und eine Vergewaltigung, begleitet von lautem Punkrock“ vor[51] sowie Aktualisierungen: die Ehefrau ist ständig mit Putzen und Frust-Essen beschäftigt, der Sohn raucht und beschmiert die Wände, der verheiratete Mann vergewaltigt die Schülerin, die ihn anschließend mit einer Holzlatte erschlägt.
- 2011 La Ronde. Musical (gay version) von Peter Scott-Presland, Musik: David Harrod (UA Rosemary Branch Theatre London).
- 2012 Re:igen. Oper von Bernhard Lang, Libretto von Michael Sturminger (UA bei den Schwetzinger Festspielen 2014).
- 2018 Der Reigen. Musical. Buch und Musik von Dean Wilmington. Uraufführung im Theater an der Rott, Eggenfelden, 16. November 2018.

## Buchausgaben
- Reigen. Zehn Dialoge. Winter 1896/97. Als Manuscript gedruckt. Buchdruckerei Roitzsch vorm. Otto Noack & Co. [1900] (Privatdruck) (Digitalisat)
- Reigen. Zehn Dialoge. Wiener Verlag, Wien und Leipzig 1903. (Digitalisat und Volltext im Deutschen Textarchiv) (Erstausgabe)
  - Nachdruck: Reigen. Zehn Dialoge. Wien und Leipzig 1903, dtv, Frankfurt am Main 2004, ISBN 978-3-423-02657-4.
- Reigen / Liebelei. 2 Theaterstücke, mit einem Vorwort von Günther Rühle und einem Nachwort von Richard Alewyn. 38. Auflage, Fischer 2010 (Nachdruck der Auflage von 1960), ISBN 978-3-596-27009-5 (Fischer Taschenbücher. Theater, Film, Funk, Fernsehen Band 7009).
- Ein Liebesreigen. Die Urfassung des «Reigens». Hrsg. von Gabriella Rovagnati. S. Fischer, Frankfurt am Main 2004, ISBN 3-10-073561-7.
- Reigen. Komödie in zehn Dialogen, Epilog von Herausgeber Hansgeorg Schmidt-Bergmann. Insel, Frankfurt am Main 2006, ISBN 978-3-458-34520-6.
- Reigen. Zehn Dialoge, Reclam 2008, ISBN 978-3-15-018158-4.
- Reigen. Historisch-kritische Ausgabe. Hg. Marina Rauchenbacher und Konstanze Fliedl unter Mitarbeit von Ingo Börner, Teresa Klestorfer und Isabella Schwentner. Berlin, Bosten: De Gruyter 2019. (Arthur Schnitzler: Werke in historisch-kritischen Ausgaben, hg. Konstanze Fliedl) (Open Access: Band 1, Band 2)